# Borough di Haines
Il borough di Haines, in inglese Haines Borough, è un borough dello stato dell'Alaska, negli Stati Uniti. La popolazione al censimento del 2000 era di 2.392 abitanti. Il capoluogo è Haines.

## Geografia fisica
Il borough si trova nella parte sud-orientale dello stato. Lo United States Census Bureau certifica che la sua estensione è di 7.059 km², di cui 1.054 km² coperti da acque interne.

### Suddivisioni confinanti
- Juneau - sud
- Census Area di Hoonah-Angoon - ovest
- Regione di Stikine, Columbia Britannica - est

## Centri abitati
Nella borough di Haines vi sono 6 census-designated place.

### Census-designated place
- Covenant Life
- Excursion Inlet
- Haines
- Lutak
- Mosquito Lake
- Mud Bay